# Lars Olsson i Groröd

Porträtt av Lars Olsson bärandes runt halsen kommendörtteckenet av Vasaorden samt medaljen Illis Quorum i guldkedja.

Lars Olsson, Olsson i Groröd, född 19 januari 1759 i Groröd, Herrestads socken, Bohuslän, död 10 september 1832 på sin gård Åker i närheten av Uddevalla, var en svensk lantbrukare och politiker.

## Biografi
Lars Olsson blev vid 1786 års riksdags fullmäktig för bondeståndet för Sörbygdens och Lane härader. Han återvaldes 1789, 1792 och 1800, då han tillhörde hemliga utskottet, kallades till talman vid 1809 års riksdag, varunder han med fast hand styrde ståndet och värdigt förde dess talan. Han fungerade även 1810, 1812, 1815 och 1817/18 som talman samt bevistade riksdagarna 1823/24 och 1828/30. 1802-29 var han bankofullmäktig.
Vid nästan varje riksdag han deltog i representerade han en ny valkrets: 1809/10 representerade han bondeståndet i Lane härad av Göteborgs och Bohus län, 1810 Lane, Sotenäs, Stångenäs härad, Sörbygdens och Tunge härad, 1812 Lane, Sotenäs, Stångenäs, Bullarens, Kville, Tanums och Vette härad, 1815 Lane, Sotenäs, Stångenäs härad, Inlands Fräkne, Inlands Nordre och Inlands Torpe härad, 1817/18 och 1823 Lane och Inlands Fräkne härad samt 1828/30 representerade han Lane och Tunge härad.
Han satte sitt namn på flera av de grundlagar som antogs i början av artonhundratalet tillsammans med de andra talmännen, se dessa grundlagar. Det är kanske där hans namn är mest känt.

## Utmärkelser[2]
- Illis Quorum - 18 storleken i guld att bäras i kedja.
- Kommendör av Vasaorden